# 5th Royal Inniskilling Dragoon Guards

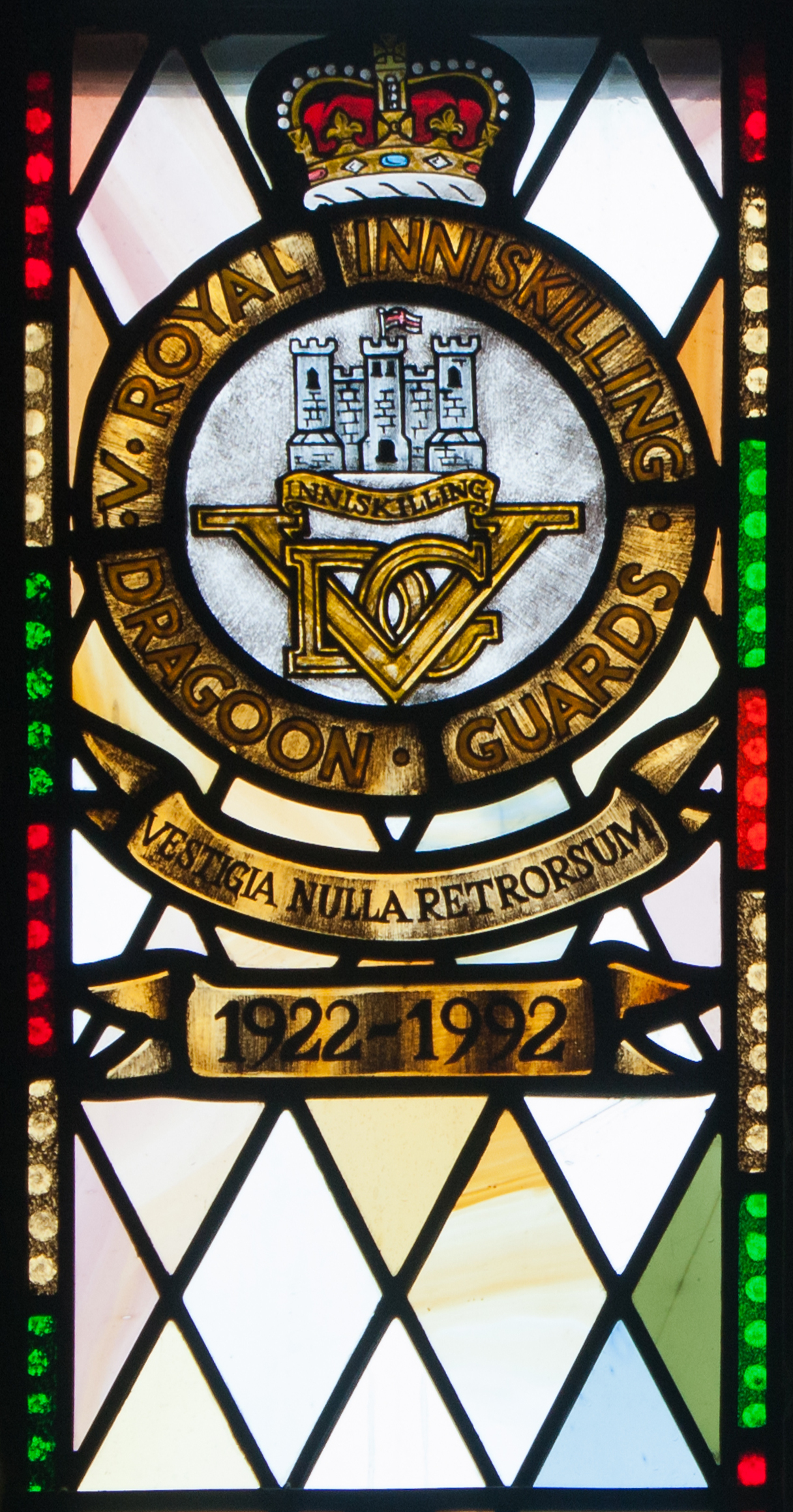
Regimentsabzeichen der 5th Royal Inniskilling Dragoon Guards in einem Fenster der St. Macartin’s Cathedral in Enniskillen, Nordirland

Die 5th Royal Inniskilling Dragoon Guards waren ein Kavallerieregiment der britischen Armee, das von 1922 bis 1992 bestand und ab 1939 Teil des Royal Armoured Corps war.

## Geschichte

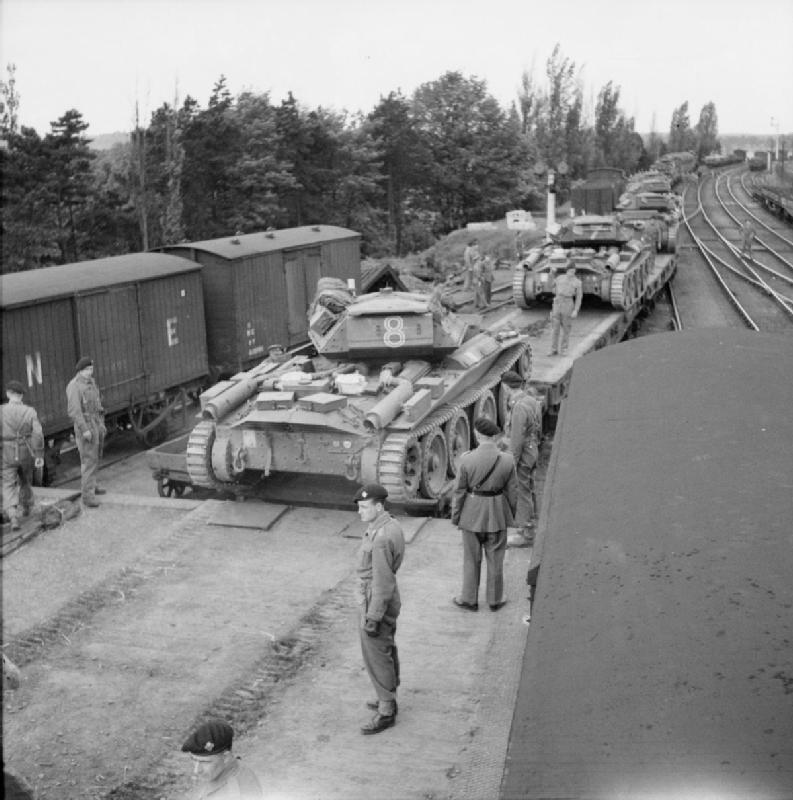
Verlandung von Covenanter-Panzern der 5th Royal Inniskilling Dragoon Guards in England, 1942

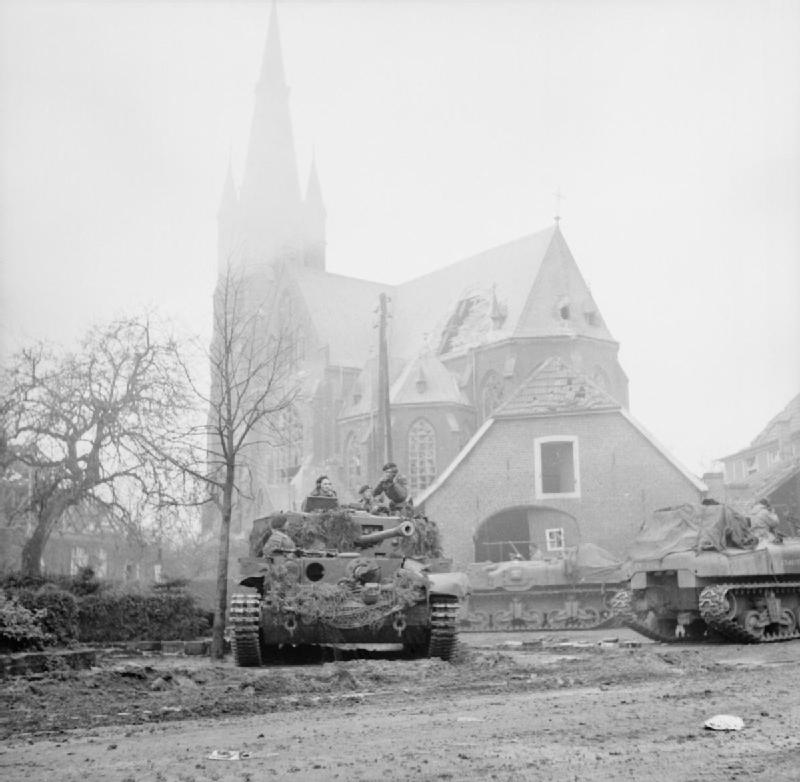
Cromwell-Panzer der 5th Royal Inniskilling Dragoon Guards in Weseke, März 1945

Das Regiment entstand am 17. Oktober 1922 in Kairo, Ägypten, durch Verschmelzung der 5th Dragoon Guards (Princess Charlotte of Wales’s) mit den Inniskillings (6th Dragoons) und hieß zunächst 5th/6th Dragoons. Die neue Einheit wurde noch im selben Jahr nach Palästina und im Folgejahr nach Indien verlegt. Dort wurde das Regiment im Mai 1927 zu 5th Inniskilling Dragoon Guards umbenannt, bevor es 1928 nach England zurückkehrte. Am 3. Juni 1935 wurde der Regimentsname zu 5th Royal Inniskilling Dragoon Guards erweitert. 1938 wurde das Regiment mechanisiert und zunächst mit leichten Panzern und Schützenpanzern ausgerüstet. Im April des folgenden Jahres wurde es Teil des Royal Armoured Corps.
Im Zweiten Weltkrieg kämpfte das Regiment 1940 beim Rückzug nach Dünkirchen in Nordfrankreich. Erst 1944 kehrte es in den Einsatz zurück, landete kurz nach dem D-Day mit der 22nd Armoured Brigade in der Normandie, nahm am folgenden Feldzug teil und erreichte zum Zeitpunkt der deutschen Kapitulation Hamburg.
In der Nachkriegszeit kämpfte das Regiment im Koreakrieg (1950–1953), insbesondere bei der Verteidigung einer Stellung namens „The Hook“. Anschließend wurde es bis in die 1980er Jahre mit der Britischen Rheinarmee in Westdeutschland stationiert. Einzelne Schwadronen des Regiments wurden unterdessen zeitweise nach zu Einsätzen in Ägypten (1953), Aden (1964), Bahrein (1964), Hongkong (1964), Libyen (1965) und Zypern (1966) unterbrochen. 1981 war es das erste irische Regiment, die während des Nordirlandkonflikts nach Nordirland verlegt wurde. Es begann mit den Vorbereitungen für den Golfkrieg (1990–1991), doch der Konflikt endete, bevor die Einheit dorthin verlegt werden konnte.
Am 1. August 1992 wurde das Regiment mit den 4th/7th Royal Dragoon Guards zu den Royal Dragoon Guards verschmolzen. Die Royal Dragoon Guards führen die Traditionen der 5th Royal Inniskilling Dragoon Guards bis heute weiter.

## Colonels
Colonel-in-Chief des Regiments waren:
- 1922–1934: König Albert I. von Belgien
- 1937–1951: König Leopold III. von Belgien
- 1985–1992: Charles, Prince of Wales

Colonel of the Regiment waren:
- 1922–1928 (6th Dragoons): Major-General Sir Michael Frederic Rimington
- 1922–1937 (5th Dragoon Guards): Lieutenant-General Sir George Tom Molesworth Bridges
- 1937–1947: Major-General Roger Evans
- 1947–1957: General Sir Charles Frederic Keightley
- 1957–1962: Colonel Sir Michael Picton Ansell
- 1962–1967: General Sir John D’Arcy Anderson
- 1967–1972: Brigadier Arthur Carr
- 1972–1981: General Sir Cecil Blacker
- 1981–1986: Brigadier William Francis Allan Findlay
- 1986–1991: Major-General Richard Charles Keightley
- 1991–1992: Major-General Patrick Guy Brooking

## Battle Honours
Das Regiment führte die Battle Honours seiner beiden Vorgängerregimenter weiter. Zusätzlich wurden dem Regiment folgende Battle Honours verliehen (englische Originalbezeichnungen):
- Withdrawal to Escaut
- St. Omer-La Bassée
- Dunkirk 1940
- Mont Pincon
- St. Pierre La Vielle
- Lisieux
- Risle Crossing
- Lower Maas
- Roer
- Ibbenburren
- North-West Europe 1940
- North-West Europe 1944–45
- The Hook 1952
- Korea 1951–52